# ノルディックスキージュニア世界選手権
ノルディックスキージュニア世界選手権は国際スキー連盟(FIS)が主催する、ノルディックスキーの20歳以下の選手による世界選手権。毎年開催される。

## 概要
1968年にノルディック複合の選手権が開始され、スキージャンプが1979年、クロスカントリースキーが1990年から追加された。
1990年はノルディック複合とスキージャンプがチェコスロバキアのシュトルブスケ・プレソで、クロスカントリースキーがフランスのレ・セージと、別の開催地で行われた。
2008年はノルディック複合とスキージャンプがポーランドのザコパネで、クロスカントリースキーがイタリアのマッレス・ヴェノスタでそれぞれ開催。
2009年はノルディック複合とスキージャンプがチェコスロバキアのシュトルブスケ・プレソで、クロスカントリースキーがフランスのプラ・ド・リス＝ソモンと、別の開催地で行われた。
2010年はノルディック複合、スキージャンプ、クロスカントリーともにドイツのヒンターツァルテンで開催。
2011年はノルディック複合、スキージャンプ、クロスカントリーともにエストニアのオテパーで開催
2012年はノルディック複合、スキージャンプ、クロスカントリーともにトルコのエルズルムで開催。

## 歴代優勝者
各種目の優勝者は下記を参照されたい
- ノルディックスキージュニア世界選手権スキージャンプ競技メダリスト一覧
- ノルディックスキージュニア世界選手権ノルディック複合競技メダリスト一覧
- ノルディックスキージュニア世界選手権クロスカントリースキー競技メダリスト一覧